# Zeche Mißgunst
Die Zeche Mißgunst ist ein ehemaliges Steinkohlenbergwerk in Dortmund-Sölderholz. Das Bergwerk war bereits um das Jahr 1744 in Betrieb.

## Bergwerksgeschichte
Am 29. August des Jahres 1768 wurde eine Mutung auf ein bereits teilweise abgebautes Grubenfeld eingelegt. Dieses Grubenfeld war vorher durch den Freiherrn von Hoevel mittels eines Schachtes bearbeitet worden. Um das Jahr 1790 war das Bergwerk zunächst in Betrieb, dabei wurde teils mit offener, teils mit verdeckter Rösche abgebaut. Später wurde das Bergwerk wieder stillgelegt, der genaue Zeitpunkt der Stilllegung ist aus den Unterlagen nicht ersichtlich. Grund für die Stilllegung waren Unregelmäßigkeiten der Arbeiter. Im Jahr 1818 war die östliche Fortsetzung des Flözes von der Zeche Neue Hoffnung über einen Stollen abgebaut. Am 6. Januar des Jahres 1819 wurde eine erneute Mutung eingelegt. Ab dem 5. Juli desselben Jahres sollte neben dem bereits verbrochenen Stollen ein neuer Stollen aufgefahren werden, dieses Projekt wurde jedoch nicht mehr in Angriff genommen. Am 14. Januar und am 7. Februar des Jahres 1848 wurde das Grubenfeld der Zeche Mißgunst als Beilehn an die Zeche Neue Hoffnung II verliehen.